# Şükrü Özyıldız
Şükrü Özyıldız (Esmirna, 18 de fevereiro de 1988) é um ator turco conhecido pelas séries Benim Hala Umudum Var, Şeref Meselesi e Kış Güneşi. 

## Vida
Özyıldız nasceu na cidade de Esmirna. Sua mãe é Rume da ilha de Rodes. Seu pai é turco de Trebizonda, região do Mar Negro na Turquia. Depois de entrar no Departamento de Engenharia Mecânica de Navios na Universidade Técnica de Istambul e estudar em Istambul por um ano, voltou a estudar na Ege University e depois foi para Portugal com o programa Erasmus. Özyıldız se interessou por esportes marciais desde que era jovem e já participou de lutas de jaula em Portugal. Mais tarde, Şükrü Özyıldız explicou que deixou as lutas de jaula; Ele disse que estava suprimindo sua hiperatividade em séries de televisão. Depois de participar de um workshop sobre atuação no exterior, ele percebeu que gostava muito de atuar e decidiu estudar artes cênicas no Müjdat Gezen Art Center.

## Carreira
Ele começou a participar de diversas peças de teatro, comerciais e séries televisivas. Porém, mais tarde, foi visto pela primeira vez nas telas em 2011, na série Derin Sular, desde então ele apareceu em grandes produções de cinema e televisão em seu país natal, incluindo Çoban Yıldızı, Kış Güneşi, Şeref Meselesi e Benim Hala Umudum Var.
Ele dividiu os papéis principais com Gizem Karaca e Berk Oktay na série de TV, Benim Hala Umudum Var, que foi exibida na Star TV em 2013. No mesmo ano, ele recebeu o papel principal em seu primeiro filme, Neva. Em 2014–2015, ele interpretou Emir na série Şeref Meselesi.
Em 2015, ele interpretou Eren na série Tatlı Küçük Yalancılar, que foi transmitida pela Star TV. Em 2016, ele interpretou Efe-Mete em Kış Güneşi, que foi transmitida pela Show TV. A série chegou ao final no 18º episódio devido à baixa audiência.
No teatro, em 2019, desempenhou o papel do Chapeleiro Maluco no musical de Alice (Alice Müzikali). Atualmente ele interpreta o personagem de Fatih/Akıncı na série Akıncı que é transmitida no canal de televisão turco ATV.

## Filmografia

### Cinema
| Ano  | Título                | Personagem | Notas        |
| ---- | --------------------- | ---------- | ------------ |
| 2013 | Neva                  | Ilgın      | Protagonista |
| 2015 | Sevimli Tehlikeli     | Zarok      | Protagonista |
| 2015 | Kırık Kalpler Bankası | Bahadır    | Protagonista |
| 2016 | Her Şey Aşktan        | Burak      | Protagonista |
| 2016 | Ekşi Elmalar          | Özgür      | Protagonista |
| 2018 | Cebimdeki Yabancı     | Sinan      | Protagonista |
| 2018 | Arif v 216            | Ayhan Işık | Convidado    |
| 2019 | Dünya Hali            | Emin       | Protagonista |
| 2021 | Aşk Taktikleri        | Kerem      | Protagonista |

### Televisão
| Ano       | Título                 | Personagem           | Notas                               |
| --------- | ---------------------- | -------------------- | ----------------------------------- |
| 2011      | Derin Sular            | Toprak               | Protagonista                        |
| 2012      | Uçurum                 | Advogado Tolga       | Coadjuvante                         |
| 2013      | Kayıp Şehir            | Hakan                | Protagonista                        |
| 2013      | Çalıkuşu               | Doutor Murat Bey     | Coadjuvante                         |
| 2013–2014 | Benim Hala Umudum Var  | Ozan Korkmaz         | Protagonista                        |
| 2014      | Şeref Meselesi         | Emir Kılıç           | Protagonista                        |
| 2015      | Tatlı Küçük Yalancılar | Eren Üser            | Protagonista                        |
| 2016      | Kış Güneşi             | Efe/Mete Demircan    | Protagonista                        |
| 2017      | Çoban Yildizi          | Seyit Zahir          | Protagonista                        |
| 2018      | Nefes Nefese           | Yusuf Alıcan         | Protagonista                        |
| 2019      | Jet Sosyete            | Levent               | Participação especial; Episódio: 49 |
| 2021      | Akıncı                 | Akıncı/Fatih Aktolga | Protagonista                        |
| 2022      | Hayatlar ve Hayaller   | Feyyaz               | Pós-produção                        |

### Teatro
| Ano  | Título                           | Papel                       | Notas        |
| ---- | -------------------------------- | --------------------------- | ------------ |
| 2013 | Quem Tem Medo de Virginia Woolf? | Nick                        | Protagonista |
| 2019 | Alice Müzikali                   | Şapkaci (Chapeleiro Maluco) | Protagonista |

## Prêmios
- Watsons Awards 2019: Sorriso Mais Bonito.[14]
- GQ Men Of The Year 2020: Prêmio de Melhor Ator por seu personagem Şapkacı em Alice Müzikali.[15]